# Leonore-Goldschmidt-Schule

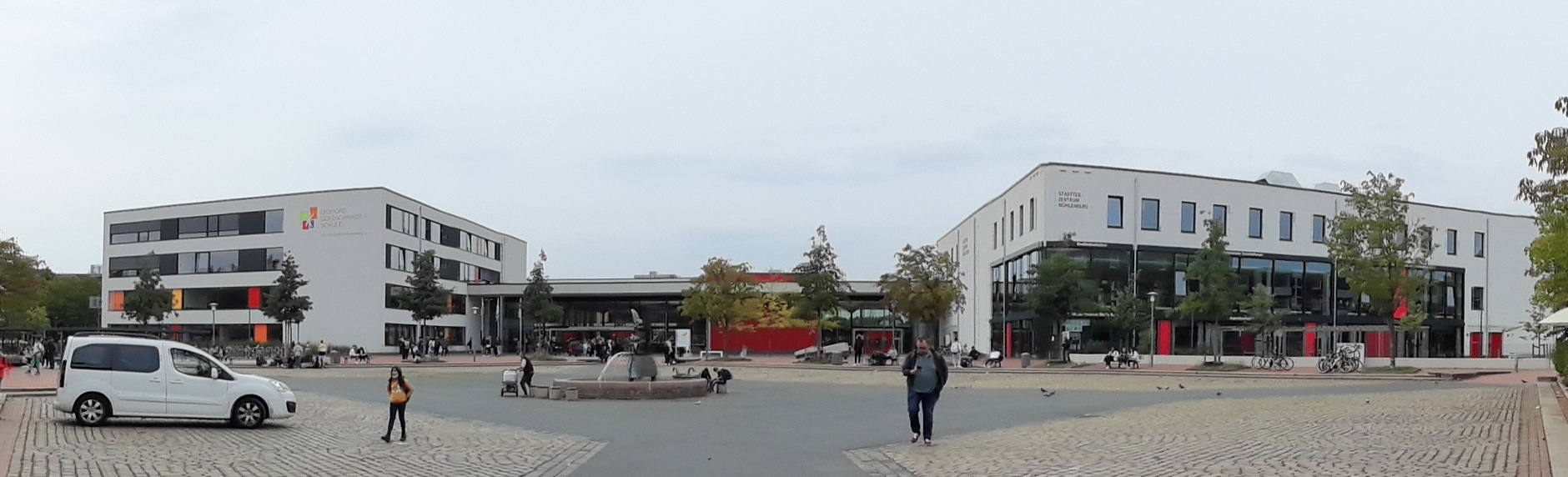
Panorama des Neubaus

Die Leonore-Goldschmidt-Schule, auch bekannt als IGS Mühlenberg, ist eine integrierte Gesamtschule in Hannover-Mühlenberg.

## Geschichte
Die IGS Mühlenberg nahm im August 1974 den Unterricht auf. Das Schulgebäude wurde 1976 nach Plänen der Architektengemeinschaft Bassenge, Puhan-Schulz, Schreck fertiggestellt. Die Schule darf sich seit Februar 2000 als erste IGS in Niedersachsen Europaschule nennen.
Im Februar 1999 wurde die IGS Mühlenberg zertifizierte Umweltschule in Europa und arbeitete mit dem Schulbiologiezentrum Hannover zusammen. Das SchulLab ist ein vom niedersächsischen Kultusministerium anerkannter BNE-Lernort.
Sie ist zudem Ausbildungs- und berufswahlfreundliche Schule, Medien Profil Schule, ICDL Autorisiertes Prüfungszentrum, Theaterpädagogisches Zentrum Hannover und Fairplay-Konfliktschlichtung.
In den Jahren von 2013 bis zur geplanten Fertigstellung 2016 wurde das Gebäude schrittweise abgerissen und durch Neubauten ersetzt. Das auf 63 Millionen Euro veranschlagte Projekt wurde als das größte, teuerste und schwierigste Bauvorhaben der Stadt Hannover in diesen Jahren angekündigt.
Mit Barrierefreiheit, einer Geschossfläche von etwa 30.000 Quadratmetern, 1350 Schülern und über 150 Lehrern ist die Leonore-Goldschmidt-Schule die größte Schule in Hannover. Da in Hannover weitere Gesamtschulen gebaut wurden, haben sich die Schülerzahlen jedoch verringert, vor einigen Jahren lagen diese noch bei etwa 2000 Schülern. Aufgrund der hohen Migration in Mühlenberg haben viele Kinder einen Migrationshintergrund, vor allem aus arabischsprachigen Ländern und Osteuropa.

## Name
Zum Schuljahr 2016/2017 wurde die IGS Mühlenberg zur „Leonore-Goldschmidt-Schule, IGS Hannover-Mühlenberg“ und damit nach Leonore Goldschmidt benannt. Die Schule folgt damit dem Beispiel vieler Straßen und Einrichtungen im Stadtteil Mühlenberg, die mit ihren Namen an die Verdienste jener erinnern, die sich der NS-Diktatur entgegenstellten. Zumeist wird die Schule jedoch nach wie vor als „IGS Mühlenberg“ bezeichnet.

## Schulprofil

### Pädagogisches Leitbild
Durch das Einsetzen von digitalen Medien und fächerübergreifendem Unterricht will die Schule moderne und zukunftsorientierte Lehrmethoden einsetzen und die Schüler so besser auf das Berufsleben vorbereiten. Zudem möchte die Schule durch viel Teamarbeit und Beratungen das soziale Leben der Kinder fördern, was gerade in Mühlenberg nicht selbstverständlich ist.
Die Schule setzt sich für ein diskriminierungsfreies Zusammenleben der Schüler ein, besonders für die Gleichberechtigung zwischen Kindern verschiedener Einkommensgruppen und Nationalitäten sowie für die Inklusion von behinderten Kindern. Zudem setzt sich die Schule für den Klimaschutz ein und bezeichnet sich als „Umweltschule in Europa“ und wurde als Fairtrade-Schule ausgezeichnet.

### Fremdsprachen
Als erste Fremdsprache wird Englisch, als zweite Fremdsprache wahlweise Latein, Französisch oder Spanisch gelehrt. Außerdem werden AGs mit den Sprachen Chinesisch, Türkisch und Tschechisch angeboten.

### Abschlüsse
Die Schule führt zu den Abschlüssen des erweiterten Sekundarabschlusses I, des Sekundarabschlusses I und des Hauptschulabschlusses. Etwa 40 % der Schüler besuchen die Oberstufe, damit hat die Oberstufe 500 Schüler.

### Arbeitsgemeinschaften und Sport
Neben den klassischen AGs wie der Theater-AG gibt es AGs im Bereich IT und Robotik sowie für das soziale Zusammenleben (Fair Play oder Team-AG), außerdem die Fremdsprachen-AGs mit den Sprachen Chinesisch, Türkisch und Tschechisch. Es gibt zudem einige Sport-Clubs, z. B. Fußball, Volleyball, Badminton, Tanzen, Minigolf, Selbstverteidigung und Fitness und eine Fahrrad-Werkstatt.